# Doyet
Doyet es una comuna francesa situada en el departamento de Allier, en la región de Auvernia-Ródano-Alpes.

## Demografía
| 1426 | 1404 | 1278 | 1191 | 1203 | 1164 | 1149 |
| Para los censos de 1962 a 1999 la población legal corresponde a la población sin duplicidades (Fuente: INSEE [Consultar]) |      |      |      |      |      |      |